# Cohors I Celtiberorum Equitata civium romanorum
La Cohors I Celtiberorum Equitata civium romanorum fue una unidad auxiliar del ejército imperial Romano del tipo Cohors quinquagenaria equitata.

## Orígenes de la unidad
Fue reclutada bajo la Dinastía Flavia, posiblemente bajo Domiciano, de entre los miembros del antiguo pueblo prerromano de los celtíberos. Debe diferenciarse de otra Cohors I Celtiberorum destacada en la provincia Britannia durante el siglo II.
La unidad fue destinada a la provincia Mauritania Tingitana, donde parece atestiguada en varios diplomas militares de época de Trajano, y es más que posible que consiguiese los epítetos honoríficos de civium romanorum poco antes, bajo Domiciano.
Así aparece en el diploma militaris AE. 1979, n.º 553:

[Imp(erator) Caesar diui Neruae f(ilius)] Nerua Traianus [Aug(ustus) Germanicus Dacicus pon]tif(ex) max(imus) tribunic(ia) [pot(estate) XIII imp(erator) V]I co(n)s(ul) V p(ater) p(atriae) [equit(ibus) et peditibu]s qui militauerunt in [alis trium et cohort]ibus quat(t)uor [quae appellantur I] Aug(usta) c(iuium)R(omanorum) et Gemel[liana et Gallorum Taurian]a torquata uictrix [et I Asturum et Call]aecorum et I Celti[berorum c(iuium) R(omanorum) et II milliaria Sagi]ttarior(um) c(iuium) R(omanorum) et [III Asturum c(iuium) R(omanorum) et sunt i]n Mauretania [Tingitana sub Marco Clodio Catull]o quin[is et uicenis pluribusue stipendiis emeritis dimissis honesta missione quorum nomina subscripta sunt...Primus idus octobres] C(aio) Iulio [Proculo] C(aio) Aburnio [Valente co(n)s(ulibus)]

## La Cohorte en Hispania en elsigloII

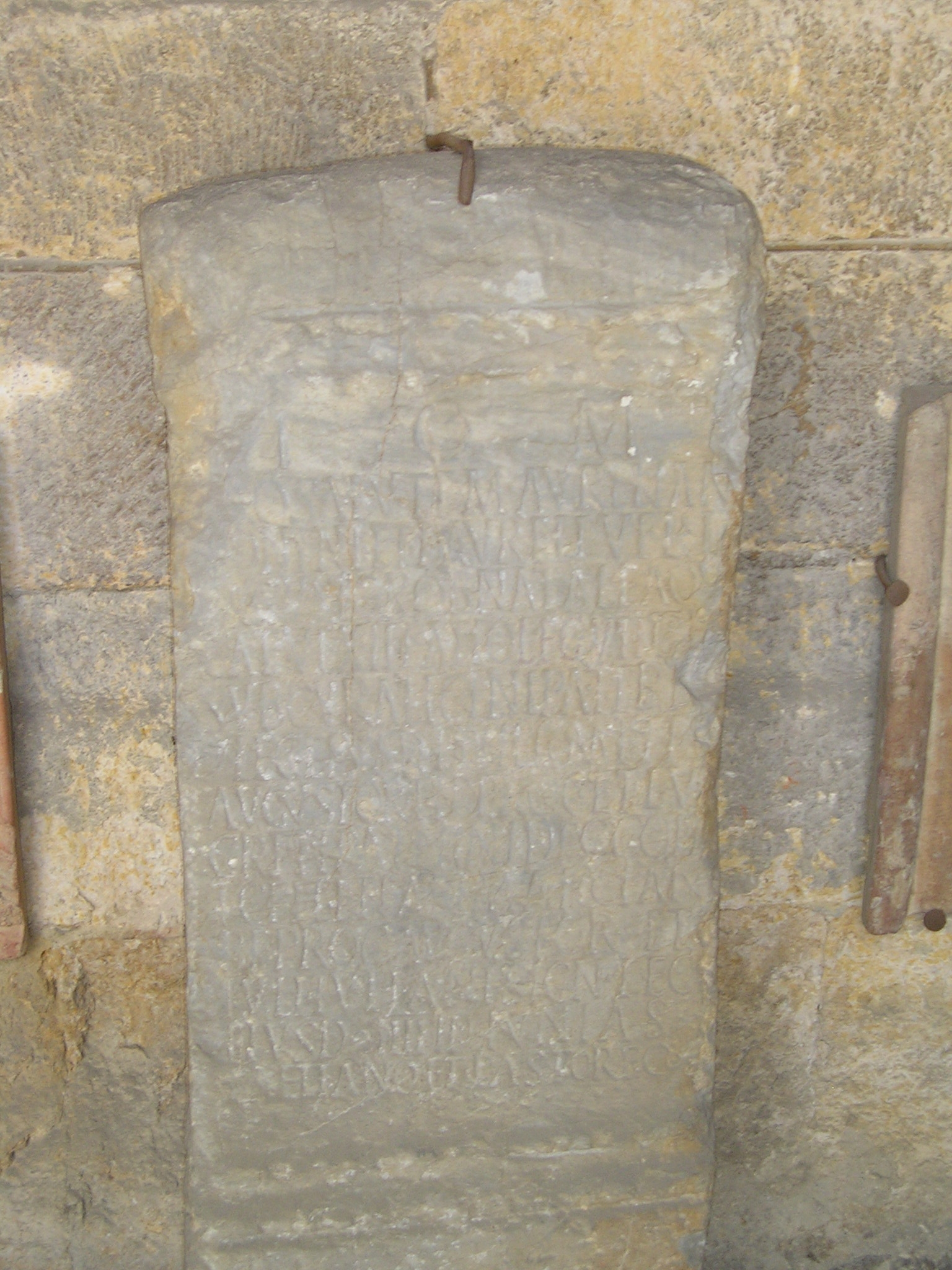
Inscripción votiva CIL II 2552 en la que el decurio Lucretius Paternus, oficial de la Cohors I Celtiberorum participó en la dedicación a Júpiter por la salud de los emperadores marco Aurelio y Lucio Vero.

Por orden de Adriano, fue traslada a Hispania, a la provincia Tarraconense, adscrita a la Legio VII Gemina Felix y así aparece atestiguada en la Tessera de Castromao (Celanova, Orense) en 132, que dice:

AE 1972, 282: C(aio) Iulio Serio Augurino C(aio) Trebio/ Sergiano Co(n)s(ulibus)/ Coelerni ex Hispania Citeriore/ Conventus Bracarum C(aio) An/tonio Aquilo Novaaugustano/ Praef(ecto) Coh(ortis) I Celtiberorum/ Liberis Posterisque eorum/ Hospitium Fecerunt/ C(aius) Antonius Aquilus cum Coelern/nis Liberis posterisque eorum/ Hospitium fecit/ legatus egit/ P(ublius) Campanius Lemianus

Su campamento fue construido en el territorium de la ciudad de Brigantium (La Coruña), en la localidad de Sobrado dos Monxes, concretamente en la aldea de Ciadella y se conoce actualmente como Campamento romano de Ciadella. Este castellum abarcaba poco más 2,4 ha., con forma rectangular, con las esquinas redondeadas, y estaba circunvalado por una muralla simple precedida por un doble foso y con cuatro puertas flanqueada por pequeñas torres. En su interior, se ha excavado el principia, un horreum y algunos barracones. Los hallazgos han consistido en cerámicas de los siglos II a IV, tanto comunes como Terra Sigillata Hispanica, objetos metálicos, incluyendo armas, monedas romanas de los siglos II a IV, y dos inscripciones.
Cerca del campamento, sobre los restos de dos tumbas megalíticas o medorras, fueron levantadas dos torres cuadrangulares de vigilancia y señales.
Bajo Antonino Pío y Marco Aurelio, la Cohorte envió destacamentos a la zona minera de Las Médulas en El Bierzo (León), y bajo el mandato de Antonino Pío parte de sus hombres estuvieron destacados en Mauretania para combatir a los mauri, y también lucharon contra estos cuando invadieron la Baetica bajo Marco Aurelio.

## Los siglosIIIyIVy la desaparición de la Cohorte
La cohorte, según la Notitia Dignitatum, seguía existiendo a finales del siglo IV—principios del siglo V— y, en teoría, fue trasladada a la ciudad de Iuliobriga (Retotillo, Cantabria), aunque esta ciudad estaba abandonada desde mediados del siglo III.
Desapareció como consecuencia de los movimientos provocados por Geroncio, general del usurpador Constantino III, y de la invasión de Hispania por vándalos, suevos y alanos de 409.

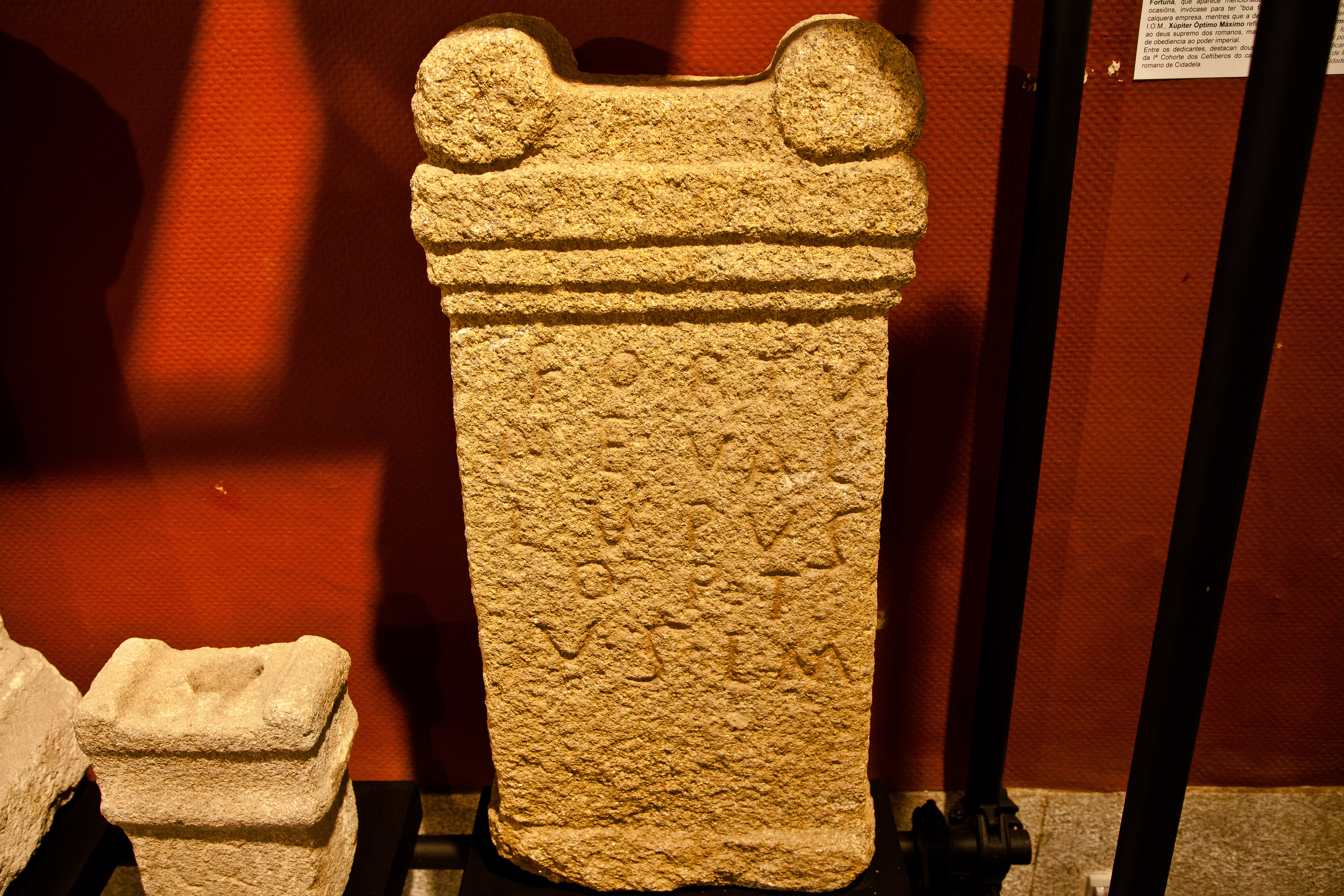
Ara dedicada a Fortuna por Valerio lupo, optio de la Cohors I Celtiberorum equitata civium roamnorum en su campamento de Sobrado.

## Fuentes primarias

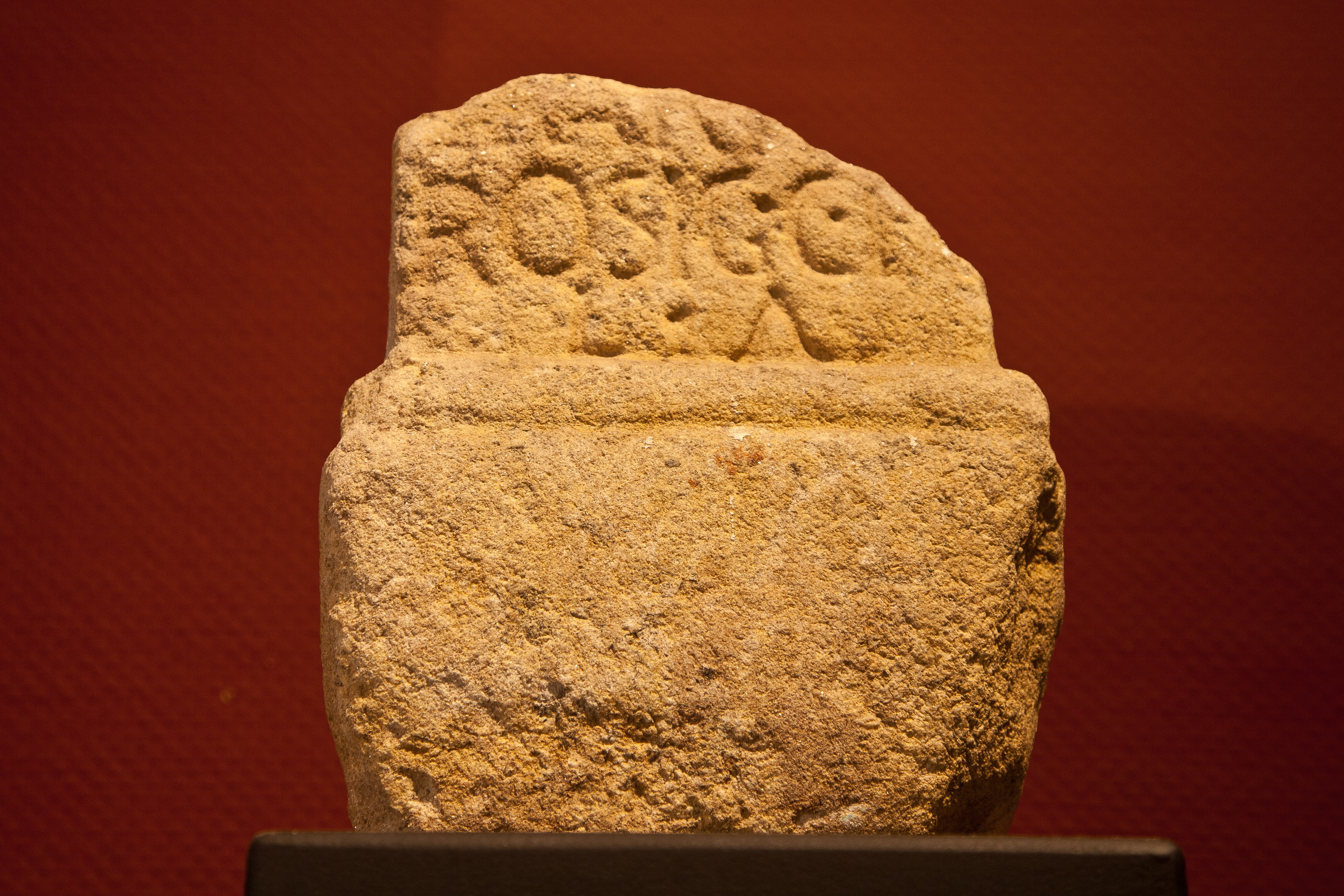
Inscripción AE 1984, 548 = AE 1989, 43 = CIRG 1, 32 procedente del campamento de Cidadela, dedicada por un signifer de la unidad.

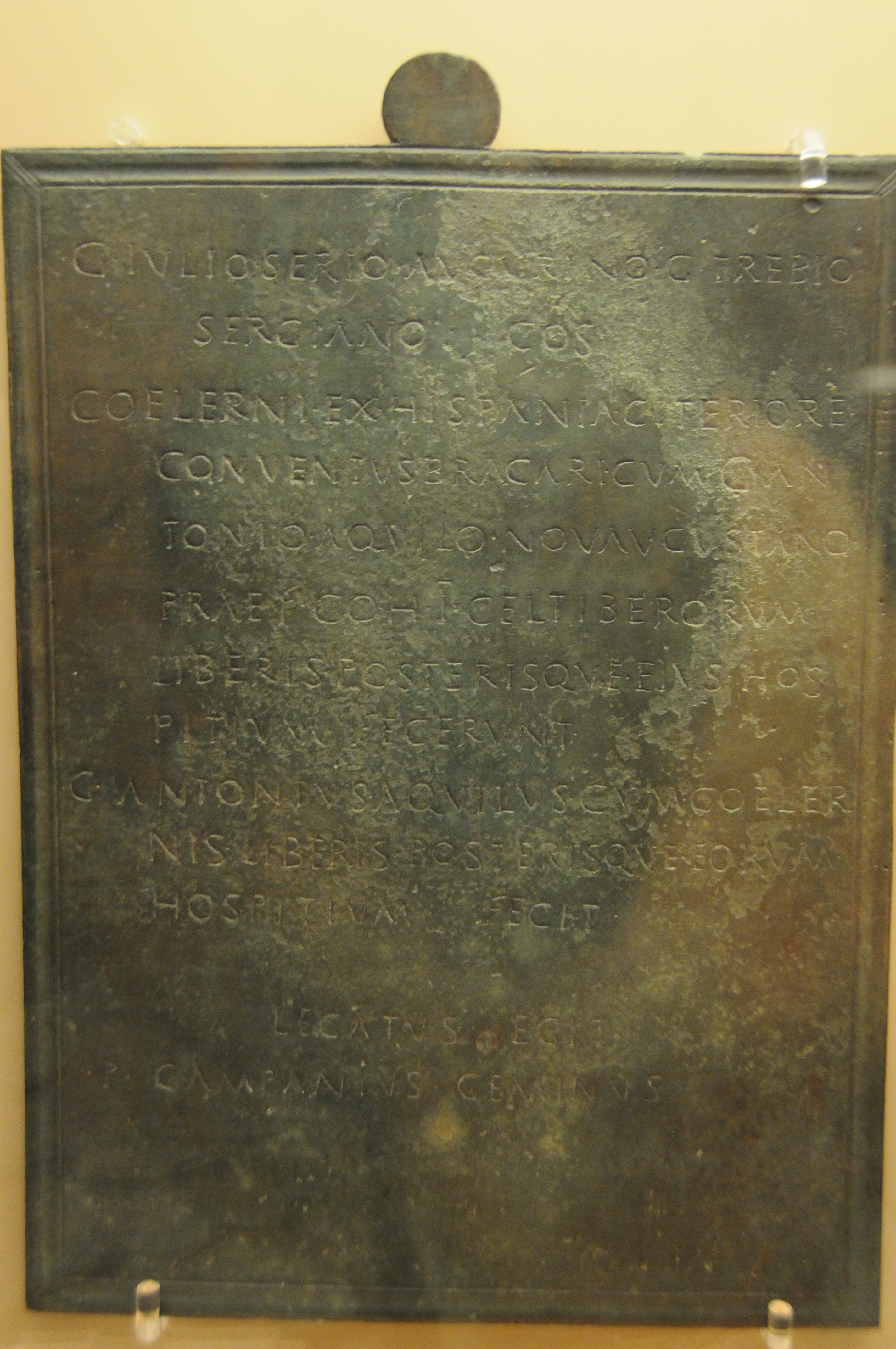
Tésera de Castromao (Orense, España), correspondiente con AE 1972, 282 = AE 1973, 295 = AE 2016, 641 = AquaeFlaviae-1997, 610, en la que el prefecto de la Cohorte Cayo Antonio Águila sella un pacto de hospitalidad con la comunidad de los Coelkernos.